# Retentum

Dans la procédure criminelle de l'Ancien Régime, le retentum traduisait un geste d'humanité envers une personne promise à une peine capitale particulièrement douloureuse. Gardée secrète par le juge (d'où son nom), cette disposition n'en était pas moins exécutoire. En latin, ce participe passé à la forme neutre du verbe retineo (retines, retinere, retinui) signifie retenu (c'est-à-dire maintenu secret, donc tu). Attesté depuis le Moyen Âge, le retentum  n'a pas survécu à la Révolution. 
Par une note manuscrite secrète, le juge ordonnait qu'on épargnât à un criminel la souffrance atroce des supplices alors en usage (écartèlement, roue, bûcher...). Le bourreau tuait discrètement le condamné en se plaçant derrière, par strangulation (avec une cordelette nouée au préalable autour du cou du supplicié), en l'assommant (par exemple avec une bûche, le bourreau étant masqué par le nuage de fumée du bûcher) ou en lui transperçant le cœur d'un croc de fer, avant de faire subir à son cadavre le châtiment prévu.
Il existe des exemples de cet usage en dehors de la procédure pénale. Ainsi le 23 décembre 1566, en enregistrant l'ordonnance de Moulins, le Parlement de Paris y inséra secrètement une clause de retentum.

## Condamnés à mort ayant bénéficié duretentum
- Jean Calas (1698-1762), commerçant toulousain protestant accusé du meurtre de son fils ;
- Cartouche (1693-1721), brigand parisien ;
- Étienne-Benjamin Deschauffours (1690-1726), pédocriminel condamné à être brûlé vif pour « sodomie »;
- Jean Diot et Bruno Lenoir (exécutés en 1750), condamnés pour pratique homosexuelle (« secrètement étranglés avant de sentir le feu »).

A contrario, l'estrade pour Jeanne d'Arc fut trop haute, si bien que le bourreau ne put techniquement, ou par peur d'être lynché, pratiquer le retentum.